# Prix Louis-Paul-Miller
Le prix Louis-Paul-Miller, de la fondation du même nom, est un ancien prix annuel de philosophie, créé en 1938 par l'Académie française et « destiné à récompenser des ouvrages de nature à faire aimer la morale et la vertu, particulièrement la fidélité du souvenir et la reconnaissance ».

## Liste des lauréats
- 1939 : 
  - Justin Barrachin (1888-1967) pour La montagne m'a dit...
  - Marie Barrère-Affre pour Le village de Toub
  - Lucien Béranger pour La main tendue
  - Berthe Bernage pour Elle et son mari
  - Arlette Butavand pour La formation des infirmières
  - Césaire Daugé pour Proverbes gascons. Les Soubiran
  - Marcelle Dutheil pour De l'amour à la chaîne
  - Claude Gevel (1886-1968) pour La fille de Bussy
  - Albert Giuliani (1884-1961) pour Un cœur d’homme
  - Éveline Le Maire (1876-1961) pour Les fruits mûrs
  - Henri Caillemer dit Charles Mauban pour Le pain des larmes
  - Marie René-Bazin pour Au carrefour des trois églises
  - Anne-Marie Rosset pour La Restauration et les Cent Jours
- 1940 : 
  - Émile Lauvrière pour Histoire de la Louisiane française
  - Paul Leroy pour Au seuil du paradis des images
  - Jean Monval (1882-1942) pour Les Assomptionnistes, Les Sulpiciens et Les Frères hospitaliers de Saint-Jean-de-Dieu
- 1942 : 
  - Henry-Louis Dubly pour Lyautey le magicien
  - Mme Jean Jégo pour Le Roman d'Évangéline
  - Sœurs de la Sainte-Famille du Sacré-Cœur pour Deux sœurs noires
  - Fernand Vatin pour Les Moulins de la Joigne
- 1943 : 
  - Robert Baschet pour E.-J. Delécluse témoin de son temps
  - Martin Basse (1881-1963) pour Histoire de Caluire-et-Cuire
  - Abbé Henri Doisy pour Saint Vincent de Paul Montholon
  - Régine Pernoud pour L'Amérique du Sud au XVIIIe siècle
  - André Soubiran pour J'étais médecin avec les chars
- 1944 : 
  - Joseph Budin pour Sous le toit des tristes
  - Hervé du Halgouët pour Par monts et par vaux au pays de Josselin
  - Jacques Levron (1906-2004) pour Les saints du pays angevin
  - Albert Rèche (1913-2016) pour Vie de Mermoz
- 1945 : 
  - Mme Jean de Busca pour Sillages
  - Pierre-Maurice de Styx pour l'ensemble de son œuvre
  - Paul Ronin (1885-1964) pour D'azur au lion d'argent
- 1946 : 
  - René La Bruyère pour Maillé Brézé
  - M. et Mme Pierre Paraf pour Les cités du bonheur
- 1947 : 
  - Albert de Pouzols pour Les rebelles du Saint-Pierre
  - Joseph Onfray (1907-1974) pour L'âme résiste
  - Adrien Printz (1908-1987) pour Chronique lorraine
- 1948 : 
  - Marc Leproux (1898-1973) pour Nous, les terroristes
  - Raymond Ronze (1887-1966) pour Le Commonwealth britannique et le monde anglo-saxon
- 1949 : 
  - Pierre Arnoult (1889-1973) pour Le carrefour de Montier-en-Der
  - Germaine L'Herbier-Montagnon pour Cap sans retour
  - Robert Monod pour Les heures décisives de la Libération de Paris
  - Gabriel Piguet pour Prison et déportation
- 1950 : 
  - Ernest Lémonon pour Bonheur
  - Richard Pouzet pour Dora
- 1951 : 
  - R.P. Georges Cadel (1911-1997) pour La libération du pays de Coutance
  - Dr Jean-Max Eylaud (1896-1979) pour Louisa, fille des Isles
  - Pierre Froger (1897-1979) pour Autrefois ... chez nous
  - Abbé Joseph Toussaint (1889-1983) pour La percée américaine à l'ouest de Saint-Lô
- 1952 : Robert Dufourg (1897-1988) pour Brassard rouge, foudres d'or
- 1953 : 
  - Henri-Victor Brunel pour La geste des captifs
  - Alfred Marie pour Avranches, souvenirs de l’occupation et de la Libération
  - Léon Rouillon pour Les compagnons du premier jour
  - Simone Saint-Clair pour Le flambeau ardent
- 1954 : 
  - Jean Decoux pour Sillages dans les mers du Sud
  - Bernard Esdras-Gosse pour Les hommes parqués
  - Marcel Fevre (1897-1977) pour Guerre et chirurgie
- 1955 : 
  - Julien Guillemard (1883-1960) pour L’Enfer du Havre
  - André Marèse pour Le soldat inconnu vous parle
  - Abbé Pierre Prénat pour Espérance pour les lépreux
  - Robert Redslob pour Sur les sentiers des Vosges
- 1956 : 
  - Lucienne-Ella Bouet pour La vie émouvante de Marguerite Bourcet
  - Marguerite Perroy (1891-1962) pour Le Père Lestrade
  - Michel Robida pour Ces bourgeois de Paris
  - Abbé Joseph Toussaint (1889-1983) pour Le bienheureux Auguste Chapdelaine
- 1957 : Robert Dufourg (1897-1988) et Louis-Georges Planes (1891-1974) pour Bordeaux, capitale tragique, et la base navale de Bordeaux-Le Verdon, mai-juin 1940
- 1958 : 
  - Baronne Amélie de Pitteurs (1871-1960) pour Touraine, jardin de mon enfance
  - Abbé Pierre Flament (1907-1998) pour La vie de l’Oflag IID-IIB
- 1959 : 
  - R.P. Francis Delissalde pour J’étais aumônier en Indochine
  - Raymond Lacaze pour Qu’on me pardonne d’en parler
- 1960 : 
  - Denise Aimé-Azam (1902-....) pour Le quatrième vœu
  - Geneviève Dardel (1904-1977) pour Et la Savoie devint française
- 1961 : 
  - Charles Eggermann pour Pour toi... qui as des mains
  - Henri Joubrel (1914-1983) pour Jeunesse en danger
- 1962 : Colonel Roger Malcor (1880-1959) pour Mais oui, des héros
- 1963 : Louis Antoine (1904-....) pour René Bazin, un témoin de l’église
- 1964 : François Ingold pour Le Mémorial des Compagnons (1940-1945)
- 1965 : Henri Michel pour Jean Moulin l’unificateur
- 1966 : René-Gustave Nobécourt pour Les fantassins du Chemin des Dames
- 1969 : 
  - René d'Alsace (1890-1972) pour La rose du soir
  - Marie-Dominique Poinsenet (1906-1989) pour Par un sentier à pic
- 1971 : Émile Vauthier (1915-1996) pour Un témoin du Christ au XXe siècle
- 1972 : André Chédel pour Vers l’Universalité
- 1974 : Marguerite de Gelibert-Simacourbe pour Croisière en Terre Sainte
- 1976 : Bernard Quris pour Les portes de l’enfer
- 1980 : François Aman-Jean pour L’enfant oublié (chronique, 1884-1905)
- 1986 : Régis Ladous (1946-....) pour Monsieur Portal et les siens (1855-1926)
- 1987 : Roger Merle (1922-2008) pour La Pénitence et la Peine
- 1988 : Sylvie Servan-Schreiber (1949-....) pour Les bateaux de Benjamin